# Transaero
Transaero Airlines (rusky: ОАО «Авиакомпания „ТРАНСАЭРО“») byla druhou největší leteckou společností v Rusku (po společnosti Aeroflot). Spolu se společnostmi UTair a S7 pak tvořila čtveřici nejsilnějších ruských leteckých přepravců. Vznikla v roce 1991 a zanikla kvůli finančním potížím v roce 2015.

## Historie

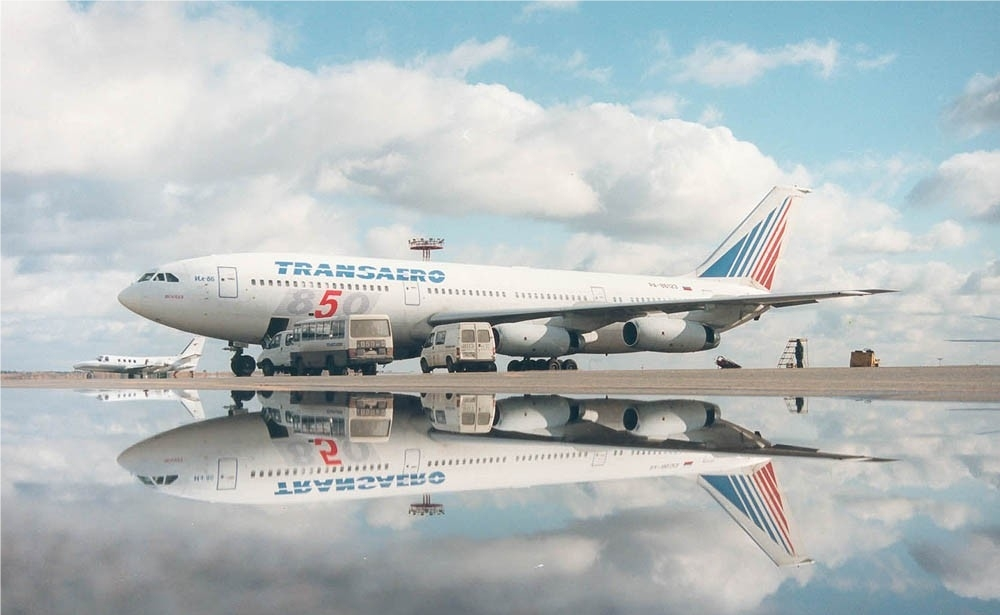
Iljušin Il-86 Transaero v roce 1996

Transaero byla první soukromou leteckou společností v Rusku – za den zahájení provozu je považován 5. listopad 1991, kdy se uskutečnil první let pod kódem UN, konkrétně charterový let Moskva – Tel Aviv – Moskva se strojem pronajatým od Aeroflotu. V roce 1992 společnost získala svůj první letoun Iljušin Il-86 a v roce 1993 jako první narušili monopol Aeroflotu na vnitrostátních linkách pravidelným sibiřským spojem na trase Moskva – Norilsk, následovaný v témže roce linkami do ukrajinského Kyjeva, jihoruského Soči, kazašské Almaty a mezinárodní linkou do izraelského Tel Avivu. V témže roce získali i svůj první západní letoun Boeing 737-200.
V roce 1998 zakoupili jako první v Rusku a druzí na světě do své flotily stroj nové generace Boeing 737-700, ovšem v tom roce se také museli z důvodů hluboké ruské finanční krize vzdát většiny svých letadel a razantně snížit počet létaných destinací. Možná však i díky tomu společnost přežila a začátkem nového milénia do své flotily zařadila ve velkém počtu i velkokapacitní širokotrupé západní stroje.
V roce 2010 přepravila tato společnost 6,1 milionů pasažérů, o rok později to bylo 7,8 milionů.
Společnost Transaero začala v roce 2015 čelit velkým finančním potížím. Společnost Aeroflot měla Transaero převzít a reorganizovat, tento záměr byl ale nakonec zrušen. Poslední let se konal 25. října 2015, z ruského města Sokol do moskevského letiště Vnukova. V říjnu 2015 společnost vyhlásila bankrot a zanikla 25. října 2015.

## Destinace

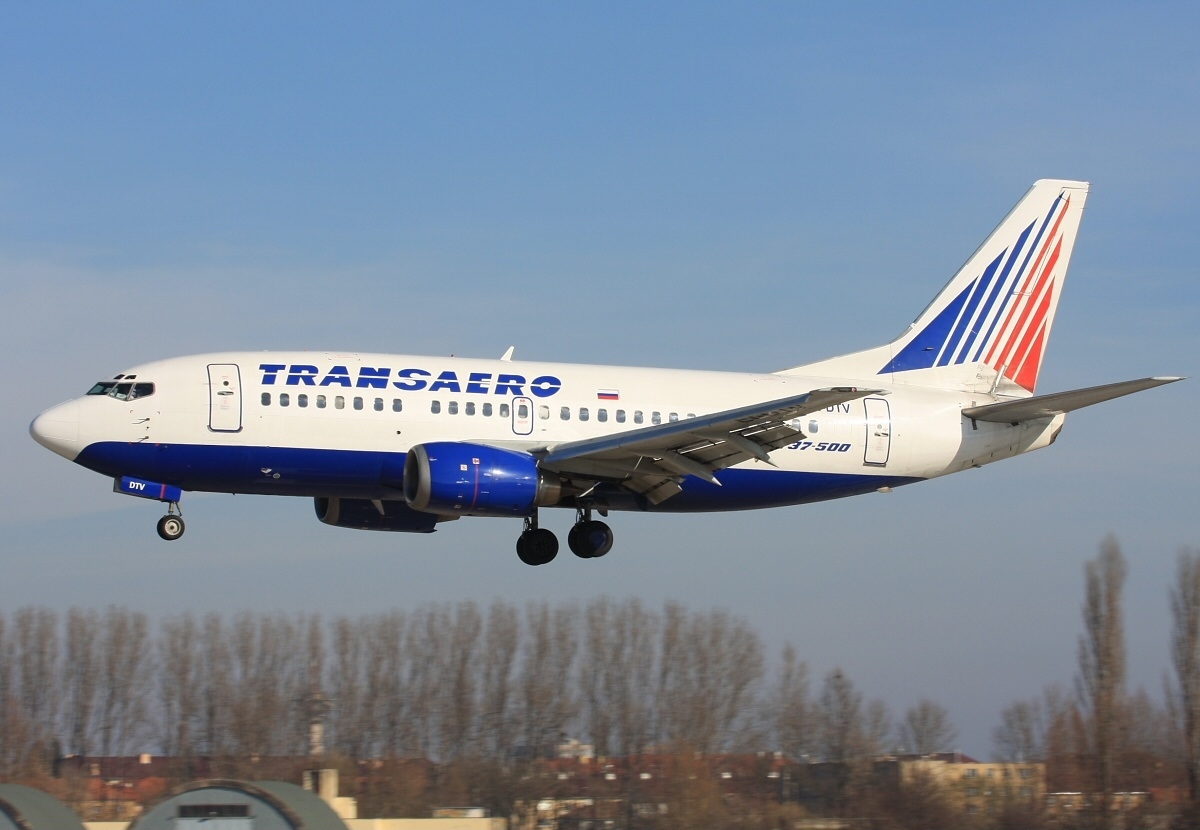
Boeing 737-500 při lince z Moskvy na pardubickém letišti

Společnost provozovala značně rozsáhlou síť linek do destinací v Rusku, Společenství nezávislých států a dalších evropských, asijských, afrických a amerických destinací. Jejich počet začátkem roku 2012 přesahoval 100.

### Česko

#### Pardubice
Společnost Transaero zahájila pravidelnou leteckou dopravu na Pardubickém letišti. Od roku 2006 sem létala až 8krát týdně z letiště Moskva–Domodědovo, pod označením UN361/UN362. V roce 2012 přidala také linku do Petrohradu, která létala až s 2 frekvencemi týdně, s označením UN461/462. Transaero několikrát zprovoznila linku do Jekatěrinburgu. Obě byly obsluhovány především Boeingy 737-500 a 737-300, příležitostně většími 737-400 a 737-800. Kapacity byly vytěžovány jak cestovními kancelářemi, tak aeroliniemi. Společnost také jednou na linku z Moskvy nasadila širokotrupý letoun Boeing 767-300ER, což byl největší osobní letoun, který kdy přistál na tomto letišti. Frekvence leteckého spojení do Moskvy ale byly postupně snižovány a na jaře roku 2015 byla linka naplno převedena do Prahy. Důvodem byl nedostatek pasažérů a zároveň fakt, že byly uvolněny smlouvy mezi ČR a Ruskem, kdy na letištích obou států mohl jednu linku obsluhovat pouze 1 ruský a 1 český dopravce. Linka do Petrohradu byla provozována jednou týdně až do samotného zániku společnosti v říjnu 2015. Poslední let UN461/462 dne 24. října byl zároveň posledním pravidelným letem společnosti s cestujícími do ČR vůbec.

#### Praha
Dne 29. března 2015 začala společnost Transaero s pravidelnými lety na pražské letiště Václava Havla, létala sem z moskevského letiště Vnukovo. Stalo se tak po dohodě česko-ruských úřadů, které dovolily víc společností na letecké lince Moskva–Praha. Koncem této společnosti skončila i její pravidelná linka do Prahy, běžně provozována s letounem Boeing 737-800.

## Flotila

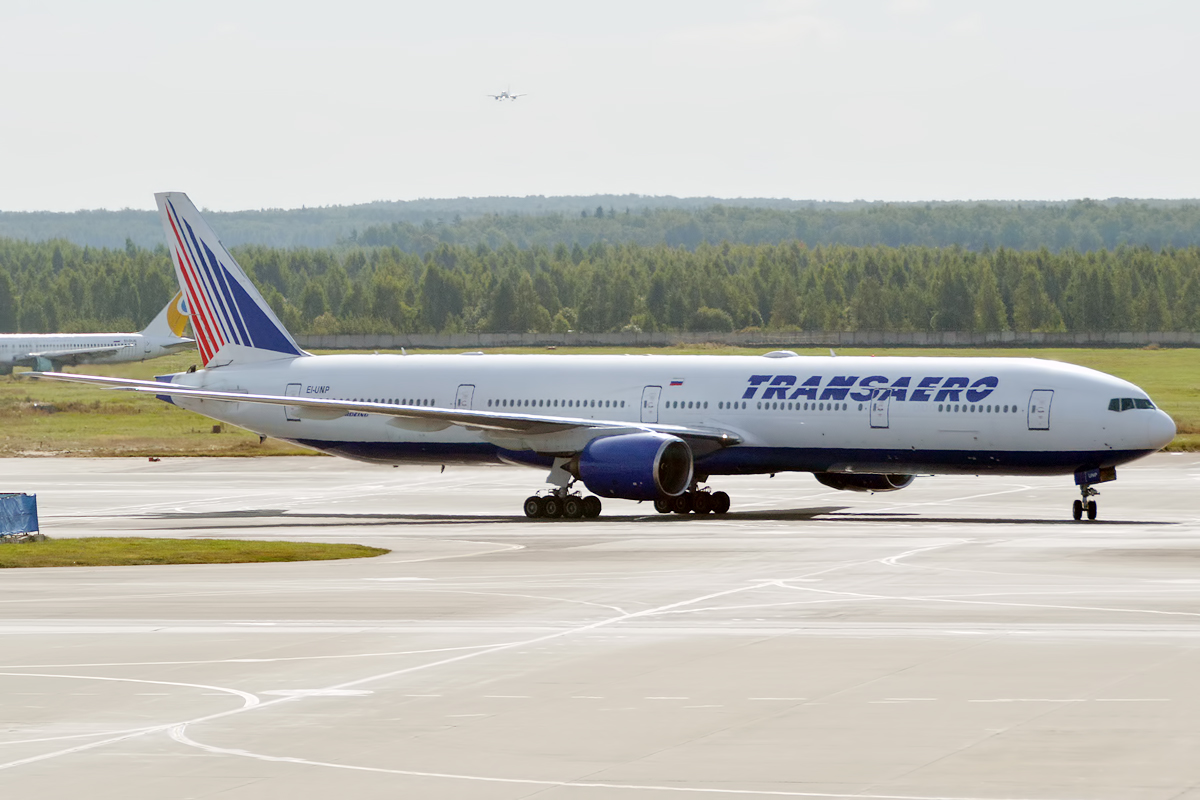
Boeing 777-300 Transaero

Flotila Transaero v letech před krachem:[kdy?]
| Letadlo          | Počet | Objednané | Poznámka                           |
| ---------------- | ----- | --------- | ---------------------------------- |
| Boeing 737-300   | 3     | –         | Měly být nahrazeny Airbusy A320neo |
| Boeing 737-400   | 5     | –         | Měly být nahrazeny Airbusy A320neo |
| Boeing 737-500   | 14    | –         |                                    |
| Boeing 737-800   | 18    | 10        |                                    |
| Boeing 747-400   | 20    | –         |                                    |
| Boeing 747-8I    | –     | 4         | Měly nahradit Boeingy 747-400      |
| Boeing 767-200ER | 2     | –         |                                    |
| Boeing 767-300ER | 16    | –         |                                    |
| Boeing 777-200   | 2     | –         |                                    |
| Boeing 777-200ER | 7     | –         |                                    |
| Boeing 777-300   | 5     | –         |                                    |
| Suchoj SSJ100    | –     | 6         |                                    |
| Tupolev Tu-214   | 3     | –         |                                    |
| Irkut MS-21-300  | –     | 6         |                                    |
| Airbus A320neo   | –     | 8         | Náhrada za Boeingy 737-300 a -400  |
| Airbus A321-200  | –     | 6         |                                    |
| Airbus A330neo   | –     | 12        |                                    |
| Airbus A330ceo   | –     | 8         |                                    |
| Airbus A380-800  | –     | 4         | Měly nahradit Boeingy 747-400      |